# Leszek Pękalski
Leszek Jacek Pękalski (* 12. Februar 1966 in Osieki bei Bytów) ist ein polnischer Straftäter, dem ein Mord nachgewiesen wurde. Er wurde zudem verdächtigt, zwischen 1984 und 1992 weitere 17 Menschen getötet zu haben.

## Kindheit
Pękalski wurde infolge einer Vergewaltigung gezeugt. Seine Mutter, deren Leben durch diese Vergewaltigung in dem kleinen polnischen Ort Osieki praktisch zerstört wurde, lehnte ihn vom ersten Tag an ab. Pękalski wurde als Kind sowohl durch seine Mutter als auch durch seine Großmutter schwer misshandelt und erfuhr keinerlei Form von Liebe.
In der Schule galt er als Sonderling, mit dem niemand etwas zu tun haben wollte. Seine Annäherungen an Frauen wurden von diesen ausnahmslos als lächerlich abgetan, zumal auch sein ungepflegtes Äußeres abstoßend wirkte. Im Buch Nur für Schokolade berichtet Pękalski über seine Kindheit: „In dem Moment, als meine Oma meine kleinen Hände auf die heiße Herdplatte gelegt hatte, wusste ich wie hart und kaputt mein Leben ist.“

## Anschuldigungen
Im Alter von 18 Jahren verließ Pękalski  seinen Heimatort und reiste zwischen 1984 und 1992 praktisch planlos durch Polen. Dabei lebte er wie ein Obdachloser von Abfällen und Erbetteltem.
In dieser Zeit soll er mehrere Morde begangen haben. Die Opfer seiner mutmaßlichen Taten soll Pękalski zufällig ausgewählt haben: Zwar sind überdurchschnittlich viele junge Mädchen darunter, es finden sich aber auch Männer unter seinen Opfern, etwa ein siebenundachtzig Jahre alter Greis oder ein erst sechs Monate altes Baby. Die mutmaßlich von Pękalski begangenen Tötungsdelikte wurden mit extremer Grausamkeit verübt. Meist wurden die Opfer mit stumpfen Gegenständen so lange geschlagen, dass eine spätere Identifikation schwierig war. Anschließend soll sich Pękalski der Leichenschändung begangen haben und sich sexuell vergangen und/oder über diesen masturbiert haben.

## Prozess
Pękalski konnte überführt werden, als die Polizei in seinem Unterschlupf, den ihm ein Verwandter gewährte, eine Kiste voll mit Kleidungsstücken seiner Opfer fand. Pękalski gestand daraufhin mehrere Morde. Die Polizei ging jedoch sehr nachlässig mit Beweisen und Beweisstücken um, da sie diesen Fall ob der Geständnisbereitschaft des Angeklagten als einfach ansah.
Pękalski bemerkte jedoch bald, dass er sich für das Gestehen weiterer Morde Annehmlichkeiten in der Untersuchungshaft erkaufen konnte. Für Schokolade und Pornohefte gab er ständig neue Verbrechen zu, widerrief diese Geständnisse teilweise wieder und gab sie gegen erneute Gegengaben wieder zu. Je näher sein Gerichtsprozess rückte, desto mehr wurde widerrufen, bis er letztendlich alles abstritt.
Da praktisch sämtliche Beweise verloren gegangen waren, drohte der Prozess zu scheitern. Schließlich konnte ihm ein Mord nachgewiesen werden, für den es eine Zeugin gab, die ihn identifizieren konnte. Pękalski wurde am 9. Dezember 1996 zu 25 Jahren Freiheitsstrafe verurteilt, denen eine Behandlung in der Psychiatrie vorausgeht.

## Anzahl der Opfer
Die Zahl der Tötungsdelikte, die Pękalski im Laufe der Ermittlungen gestanden hat, liegt bei etwa 80. Diese Geständnisse beinhalten Täterwissen, das nur der Täter haben konnte. Hinzu kommen „Geständnisse“ von Morden, die nie stattgefunden haben oder erwiesenermaßen von anderen Tätern begangen wurden. Auch die Zahl der Morde, die ihm von den Ermittlungsbehörden zugeschrieben wurde, ist noch weit höher. Dabei muss jedoch berücksichtigt werden, dass während der Ermittlungsarbeiten nahezu jeder unaufgeklärte Todesfall Pękalski unterstellt wurde. Bei 17 Tötungsdelikten bestand gegen Pękalski ein dringender Tatverdacht.
Pękalski ist im strafrechtlichen Sinne nur eines Mordes schuldig, da ihm keine weiteren Tötungsdelikte nachgewiesen werden konnten.